# Глассер, Сьюзан
Сьюзан Б. Глассер (англ. Susan B. Glasser; род. 1969, Монтклэр, Нью-Джерси) — американская журналистка и редактор новостей. Штатный автор журнала The New Yorker. Соавтор книг «Восход Кремля: Россия Владимира Путина и конец революции», «Человек, который управлял Вашингтоном: жизнь и времена Джеймса А. Бейкера III» и «Разделитель: Трамп в Белом доме 2017-2021».

## Ранний период жизни
Глассер — дочь Линн (урождённая Шрайбер) и Стивена Глассер. Её родители являются основателями газеты Legal Times и юридической компании Glasser Legal Works. Её дед, Мелвин Глассер, руководил полевыми испытаниями вакцины против полиомиелита. Глассер с отличием окончила Гарвардский университет, где она писала для газеты The Harvard Crimson.

## Карьера
Глассер стажировалась, а затем восемь лет работала в газете Roll Call. В 1998 году Глассер присоединилась к газете The Washington Post, проработав там десять лет. Она редактировала Sunday Outlook Post и разделы национальных новостей, помогала следить за освещением импичмента Билла Клинтона, освещала войны в Ираке и Афганистане и была соруководителем московского бюро газеты вместе со своим мужем Питером Бейкером.
До 2013 года она была главным редактором журнала Foreign Policy. Затем Глассер присоединилась к организации Politico и работала редактором во время избирательного цикла 2016 года. Она также была редактором-основателем журнала Politico Magazine, онлайн-издания и печатного издания.

## Работы
- Baker, Peter. Kremlin Rising: Vladimir Putin's Russia and the End of Revolution / Peter Baker, Susan Glasser. — Simon & Schuster, 2005. — ISBN 978-0-7432-8179-9.
- Baker, Peter. The Man Who Ran Washington / Peter Baker, Susan Glasser. — Doubleday, 2020. — ISBN 978-0-385-54055-1.
- Baker, Peter. The Divider: Trump in the White House, 2017-2021 :  [англ.] / Peter Baker, Susan Glasser. — Knopf Doubleday Publishing Group. — ISBN 978-0-385-54654-6.

## Личная жизнь
В сентябре 2000 года она вышла замуж за журналиста Питера Бейкера. Бейкер и Глассер живут в Вашингтоне, США, со своим сыном.